# Ганнисон (национальный лес)
Га́ннисон (англ. Gunnison National Forest) — национальный лес на западе штата Колорадо, США. Площадь леса составляет 1 672 136 акров (6766,89 км²). На севере граничит с национальным лесом Уайт-Ривер, на западе — с национальными лесами Анкомпагре и Гранд-Меса, на юге — с национальным лесом Рио-Гранде, на востоке — с национальным лесом Сан-Исабель.
Территория национального леса занимает части округов Ганнисон, Савоч, Хинсдейл, Делта и Монтроз.

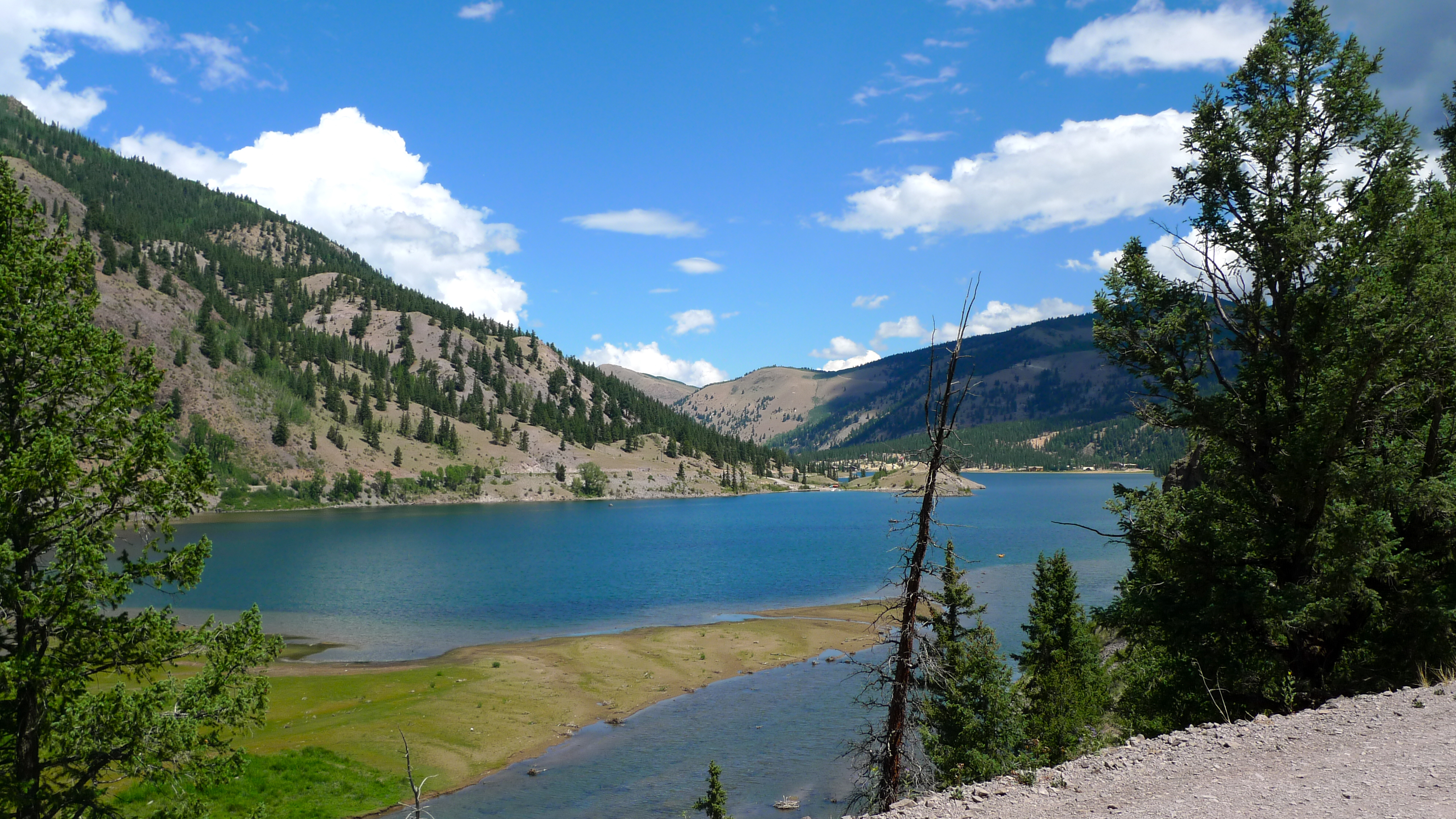
Сан-Кристобал — одно из озёр леса.

Национальный лес был образован 13 июня 1905 года по решению президента Теодора Рузвельта под названием «Лесной резерват Кочетопа». Текущее название получил по имени Джона Ганнисона, в 1853 году прибывшего в этот район в поисках места для строительства железной дороги близ континентального водораздела.
На территории национального леса имеются множество озёр и водохранилищ, а также многочисленные заброшенные шахты.
Штаб-квартира администрации национальных лесов Ганнисон, Анкомпагре и Гранд-Меса располагается в городе Делта. Отделения лесничества имеются в Ганнисоне и Паонии.

## Территории дикой природы
Несколько частей национального леса имеют статус МСОП Ib — «Территория дикой природы». Это — самые строго охраняемые природные участки в США, доступ к ним открыт только пешим ходом или на лошади.
- Коллиджит-Пикс (Collegiate Peaks, с 1980 года, 677,5 км², части на территории национального леса Сан-Исабель и национального леса Уайт-Ривер)
- Фоссил-Ридж (Fossil Ridge, с 1993 года, 56,62 км²)
- Ла-Гарита (La Garita, с 1964 года, 524,58 км², частично на территории национального леса Рио-Гранде)
- Марун-Беллс — Сноумэсс (Maroon Bells–Snowmass, с 1980 года, 734,65 км², частично на территории национального леса Уайт-Ривер)
- Рэггидз (Raggeds, с 1980 года, 264,64 км², частично на территории национального леса Уайт-Ривер)
- Уэст-Элк (West Elk, с 1964 года, 713,91 км²)